# Wolfgang Waldmüller

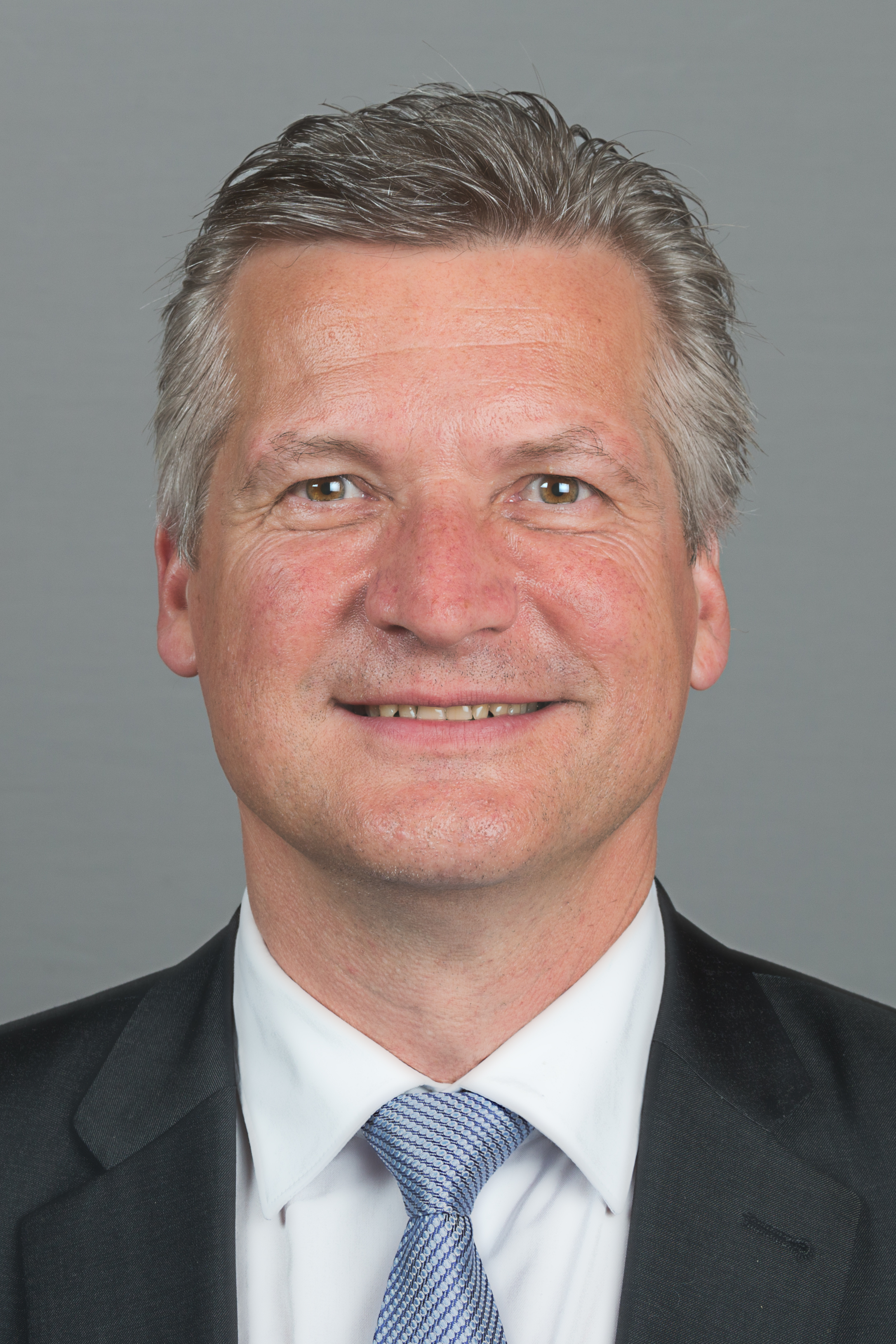
Wolfgang Waldmüller, 2017

Wolfgang Waldmüller (* 15. Dezember 1962 in München) ist ein deutscher Politiker (CDU). Seit 2006 ist er Mitglied des Landtages von Mecklenburg-Vorpommern.

## Leben
Waldmüller absolvierte von 1968 bis 1980 die Schulausbildung und machte anschließend bis 1983 eine Ausbildung zum KfZ-Schlosser bei den Bayerischen Motorenwerken. Er machte anschließend den Wehrdienst und arbeitete danach bis 1986 wieder bei BMW als KfZ-Schlosser. Nach einer Weiterbildung zum Betriebswirt (VWA) erreichte er 1990 auch noch den Abschluss als KfZ-Meister des Handwerks. Anschließend arbeitete er von 1990 bis 1992 für BMW als Vertriebsleiterreferent für die Region Nordost. Von 1992 bis 2008 war er selbstständiger BMW-Händler, danach selbstständiger Immobilienmakler.

## Politik
Waldmüller war von 1993 bis 1997 Zweiter Vorsitzender im Unternehmerverband der Region Parchim und ist seitdem Erster Vorsitzender. Von 1999 bis 2004 war er Mitglied im Kreistag Parchim. Ab 2000 war er Ausschussvorsitzender für den Finanz- und Haushaltsausschuss des Landkreises Parchim. Bei der Landtagswahl in Mecklenburg-Vorpommern 2006 zog er über ein Direktmandat des Wahlkreises 31 (Parchim I) in den Landtag von Mecklenburg-Vorpommern ein. In der 5. Wahlperiode von 2006 bis 2011 war er stellvertretender Vorsitzender des Wirtschaftsausschusses und außerdem Sprecher der CDU-Fraktion für Wirtschaftspolitik und Sport. Bei der  Landtagswahl in Mecklenburg-Vorpommern 2011 konnte er sein Direktmandat verteidigen. In der 6. Wahlperiode (2011–2016) war er stellvertretender Vorsitzender seiner Fraktion. Nach der Landtagswahl in Mecklenburg-Vorpommern 2016 wurde er zum Parlamentarischen Geschäftsführer und nach der Ernennung von Torsten Renz zum Landesinnenminister im November 2020 zum Vorsitzenden der CDU-Fraktion gewählt. Vom 8. April 2017 bis zum 27. September 2021 war er zudem Generalsekretär des CDU-Landesverbandes.
Zur Landtagswahl 2021 trat er erneut im Landtagswahlkreis Ludwigslust-Parchim IV an, dabei erreichte er mit 4.982 Erststimmen nur das drittbeste Ergebnis. Auf Platz 4 der Landesliste zog er erneut in den Landtag ein. Nach der Wahl legte er den Fraktionsvorsitz nieder.